# Zbygniew Prlwytzkofsky
Professor Zbygniew Prlwytzkofsky (soms: Prlwytzkofski) is een van de vaste personages in de Nederlandse stripreeks Tom Poes, oorspronkelijk geschreven en getekend door Marten Toonder. Prlwytzkofsky doet zijn intrede in Het monster van Loch Ness, dan nog zonder hoge hoed, een verhaal uit 1947.
Hij is een van de weinige figuren in de strip die geen antropomorf dier is, maar een menselijke gestalte heeft. Andere voorbeelden zijn Terpen Tijn, Hocus P. Pas en de Zwarte Zwadderneel.
De voornaam Zbygniew is een echte Poolse naam, en ook de achternaam van de professor doet erg Pools aan. Volgens kenners van de strip moet hij – gezien zijn taalgebruik – ergens in het grensgebied van Duitsland en Polen zijn geboren.

## Verhaallijnen
Prlwytzkofsky is een goedaardige maar opvliegende geleerde die grotendeels spreekt in pseudo-germanismen, zoals met het gebruik van het lidwoord "der" in plaats van "de" en van het voltooid deelwoord "ingeladen" als hij "uitgenodigd" bedoelt. Hij gebruikt vaak een merkwaardig tussenwerpsel: “praw!” Heer Bommel noemt hij steevast “Der Boml” . Uit de werkwoordelijke eindgroepen blijkt dat Prlwytzkofsky meestal Duits spreekt met Nederlandse klinkende woorden. Zijn naamvalsuitgangen zijn echter zelden correct Duits (zoals in “Een onbekender vliegender voorwerp” - De mob-beweging).
De meeste bewoners van Rommeldam hebben moeite zijn naam goed te onthouden; het wordt vaak iets als Prillewiets of Plofski.
Zijn wetenschappelijke stijl is ongeorganiseerd en waarnemend in de zin dat alles geteld en gemeten wordt. Het gaat hem altijd om de wetenschap en nimmer om het geldelijk gewin. Prlwytzkofsky is hierin de tegenpool van professor Sickbock. Deze heeft geen hoge dunk van hem; hij duidde Prlwytzkofsky eens aan als "die onderwijzer hier ter stede".
Hoogst zelden kan een wetenschappelijke conclusie aan zijn waarnemingen verbonden worden, hoewel hij wel degelijk (in De verdwenen heer) een ontdekking heeft geclaimd, namelijk het element prlwytzium. In hetzelfde verhaal stelt hij ook de bijbehorende antistof ter beschikking aan Tom Poes. In De vrezelijke krakken toont hij grote daadkracht door de werkzame stof van sufkervel te isoleren en het tegengif samen te stellen.
Sociaal gezien is hij onaangepast, en neemt zijn naaste omgeving niet serieus, met name zijn assistent Alexander Pieps. Door de manier waarop hij zich uitdrukt, kan eigenlijk niemand hem volgen, behalve soms Tom Poes, als die er iets praktisch bruikbaars uit weet te pikken. Wat voor 'gewone' mensen ingewikkeld of onbegrijpelijk is, vindt hij "eenvoudig/simpel". Bij tegenslag kan Prlwytzkofsky in grote woede ontsteken; hij vertrapt daarbij met enige regelmaat zijn zeer lange hoed.
In Het kukel wordt tot zijn grote woede zijn kukel gemeten, dat min blijkt te zijn.
In latere verhalen is hij vooral stadsfenomenoloog en werkzaam op het stadslaboratorium, waar hij in opdracht van de Rommeldamse overheid onderzoek uitvoert.
De figuur is waarschijnlijk door Marten Toonder ontleend aan de figuur de 'Professor'/inspector, die voorkomt in de door Rudolph Dirks vanaf 1918 getekende strip The Captain and the Kids, ter vervanging van zijn beroemde Katzenjammer Kids. Deze inspector/'Professor' lijkt niet alleen qua tekening op Prlwytzkofsky (lange baard en lange hoed), maar zelfs in zijn taalgebruik. De Nederlandse versie van deze strip, De kapitein en de rakkers, kwam vanaf nummer 1 van jaargang 4, tot het laatste nummer, trouwens voor in het weekblad Tom Poes.

## Citaten
- "Der goede dag"
- "Praw! Der (sic) hemeldonderweder".
- "Dit is/Das ist alles ja gans onwetenschappelijk."
- "Wat drin zit is niet der vraag - wat daar uitkomt is der kwestie! (in: Het ding X13[5])
- "Ik benodig der onderstutting der politie-behoorde!" (in: De weetmuts, 1975)
- "Hemeldonderweder, dit is een luisboebenstreek!" (afgeleid van het Duitse Lause Bub, wat gelijk gesteld kan worden aan een kwajongen)
- "Gene beheersing des moedersprakes!"
- "Ach, ene simpele vindink. Der princiep is ene bolvibranz. Magnetolampens in der (sic) oog doen trillings ontstaan in der kwadraatleiding. Dubbelkwanz-trillingseffect doet der rest."[6]
- "Als een worstenhans heb ik der wetenschap misgehandeld; Alles is hier ja versjlonst!"
- "In der wetenschap geeft het niets rares!"
- "De behoorde" (de overheid)
- "Donderweder, nog éénmaal!" (afgeleid van het Duitse Donnerwetter, wat betekent onweersbui)
- "Jandorplofsk!"
- "Der wáánzin!!"